# Screvo
A Screvo egy  ingyenes mobilalkalmazás, ahol párhuzamosan fut több márka vásárlásösztönző nyereményjátéka. A startup 2021. április 28-án kezdte meg tevékenységét, 2023-ban 120 000 letöltővel rendelkezik.
A vásárlók egyszer regisztrálnak, ezután folyamatosan hozzáférnek az aktuálisan futó nyereményjátékokhoz. A nyereményjátékokban történő részvételhez bizonyítani kell a vásárlást: ezt a csomagolásban található kóddal vagy a blokk adatainak megadásával és befotózásával kell megtenni. Ezután következik a valódi játékélmény: a virtuális kaparós sorsjegy.
A Screvo App-ban futó összes nyereményjátékhoz egyedi, a márka üzenetét kifejező digitális kaparósjáték tartozik. Egy kampányon belül két külön játék is található (alap- és extra pálya).
A játékosoknak azonnali visszacsatolást kapnak az eredményről és a további lehetőségekről.

## Díjak, elismerések
- (2021) Best.net – Digitális platform kategória: bronz minősítés
- (2022) Inno D’or – Év Innovációja 2022 – Szolgáltatás kategória: 1. helyezett[1]
- (2022) Marketing Diamond Awards: gyémánt minősítés[2]